# プライフーズ
プライフーズ株式会社（英: PRI Foods Co.,Ltd.）は、青森県八戸市に本社を置く、三井物産系列の食肉加工業者。ブランド名は『チアーズ』。

## 概要
長らく第一ブロイラー株式会社（だいいちブロイラー）の社名として親しまれてきたが、2008年4月1日付で同じ三井物産系列の一冷・ゴーデックス・日本ハイポーの3社と合併して現社名となる。同時に独立採算制による社内カンパニー制を導入した。
2013年4月1日、畜産分野を集約し、ブロイラー事業の一本化を図るため、第一ブロイラーカンパニー・一冷カンパニー・ハイポーカンパニーのカンパニー制を廃止。ブロイラー事業は生産・製造本部、営業本部、種豚事業はハイポー事業本部となる本部制を敷いた。2021年4月1日にブロイラー事業組織を生産本部、製造本部、営業本部へ変更。

## 沿革
- 1965年（昭和40年）2月 - 第一ブロイラー株式会社を設立。
- 1983年（昭和58年） - 「チアーズ」ブランドを導入。
- 1993年（平成5年） - 三井物産が資本参加。
- 2008年（平成20年）4月1日 - 一冷・ゴーデックス・日本ハイポーと合併し、プライフーズ株式会社に商号変更。社内カンパニー制を導入。
- 2013年（平成25年）4月1日 - 第一ブロイラーカンパニー・一冷カンパニー・ハイポーカンパニーのカンパニー制を廃止。生産・製造本部、営業本部、ハイポー事業本部からなる本部制を敷く。
- 2019年（平成31年/令和元年） - 八戸本社事務所を八戸市総合卸センター内から同市八戸流通センター内へ移転。
- 2021年（令和3年）4月1日 - ブロイラー事業組織を生産・製造本部、営業本部から生産本部、製造本部、営業本部へ変更。

## 社内組織一覧
- 生産本部
- 製造本部
- 営業本部
- ハイポー事業本部
- ゴーデックスカンパニー

## 主要商品

### ブロイラー事業開発鶏肉
- 健然鶏
- め・ぐ・み・ど・り
- 五穀味鶏

### その他
- チキンウインナー